# 陳定國
陳定國（1923年10月4日—1999年11月26日），臺灣新竹縣新埔鎮人，漫畫、插畫家、美術教師。

## 生平

### 早年經歷
陳定國為1923年10月4日生於新埔。在五歲時，他就對廟的裝飾感到喜歡，不時找些龍、虎及中國古代文武官人物作描繪。他在八歲時就得到新竹州兒童畫展第一、十二歲獲報紙美術比賽第一名。
1935年，陳定國考上宜蘭農林學校後，在校期間就擔任為《新竹州報》漫畫專欄主筆。畢業後獲獲日籍老師推薦到往東京太平洋美術學校深造，但因爆發戰爭而未如願。回臺灣後，他後先到新埔鎮公所，再轉到新埔國民學校並兼職新埔中學美術教師。

### 創作生涯
1950年代，陳定國替江肖梅編作的《臺灣民間故事全集》繪插畫，於1955年陸續出版，共十二冊。台灣漫畫收藏者紀厚博就收有這套插畫的原稿。
二戰後時期初，台灣本省籍漫畫家主要是對民間體系的兒童、少年雜誌投稿，如在1953年由學友書局老闆白善出資的《學友》。陳定國接替劉泉機在《學友》連載的《三藏取經》，陳定國漫畫創作的黃金時期也就從《學友》正式展開。1958年純漫畫誌的《漫畫大王》（後改名為《台灣漫畫週刊》）創刊後，連載陳定國的《孟麗君》、葉宏甲的《諸葛四郎》系列等，在市場上取代了《學友》、《東方少年》等雜誌，直到1960年代因銷售不及文昌、義明等漫畫出版社，在1963年休刊。在《台灣漫畫週刊》結束時，陳定國連載六年半《孟麗君》還未完結，後來他便集結出書，出了廿六冊。此外，他投稿過的漫畫雜誌，還包含《良友》、《學伴》、《少年世界》、《王子》、《東方少年》、《時代少年》、《勇士周刊》、《模範》等。
文史工作者呂誠敏將陳定國重要作品依序分成《新白娘子》、《呂四娘》、《孟麗君》、《王寶釧》、《方世玉》、《花小妹》、《愚笨的烏龜》、《白賊七仔》、《花木蘭》、《寓言漫畫集》和《臺灣民間故事》等十一種。呂誠敏是陳定國任職新埔國小美術老師的高年級學生，之後在老師鼓勵下參加全縣比賽並得名，進而就讀新竹教育大學造型藝術研究所。1971年8月3日，省府主席陳大慶在中興新村表揚陳定國與其他四十一位公教人員。對於漫畫上的成就，陳定國最引以為傲的是1973年與劉興欽等獲總統蔣中正於陽明山中山樓召見和賜宴。
陳定國也受到臺灣漫畫在1960到1970年代被審查制度影響，曾經向學生呂誠敏提過，作品需要一再往返送審，增加不少麻煩。如1960年代，送審的審查費就要新台幣300元，只要送兩次沒過，就超過平均僅7、800元的稿費。依照國立編譯館編審江治華的回憶，審查數量在1974年已降到424作、1975年410作、1976年僅剩400作。

### 晚年生活
1996年3月2日，新竹縣立文化中心落成啟用典禮，陳定國受表揚。
1999年8月16日，陳定國在新埔的家中，對新竹市立文化中心主任洪惠冠簽下承諾書，以供自己《臺灣民間故事全集》插畫的給文化中心重新刊印。11月26日晚，陳定國因心臟衰竭在家中過世。11月29日，由新埔籍攝影家鄭相如在畫家李龍泉家中，告知前縣立文化中心主任范國銓、兒童文學家吳聲淼和畫家呂誠敏等人。

## 繪畫風格
仕女畫被認為是陳定國的絕活之一，衣裳服飾也詳加考證。其畫風有「柳眉鳳眼瓜子臉、飄袖彩帶繡花鞋」古風。
陳定國主張小孩子喜歡幻想，因此漫畫家可以掌握這種天性，適當的加入些科學新知、倫理道德觀念，讓兒童讀者可自這些書中收到潛移默化的功效。他認為漫畫作品要提倡忠孝節義，以讓孩童獲得精神營養，所以他的長篇連載漫畫均為歷代民間故事。婁子匡就曾讚賞陳定國將俗文學改編成漫畫的作品是「不應被人衊視」。除民間故事外，陳定國也自創過角色「花小妹」，為以他紮辮子的二女兒為原型。

## 身後

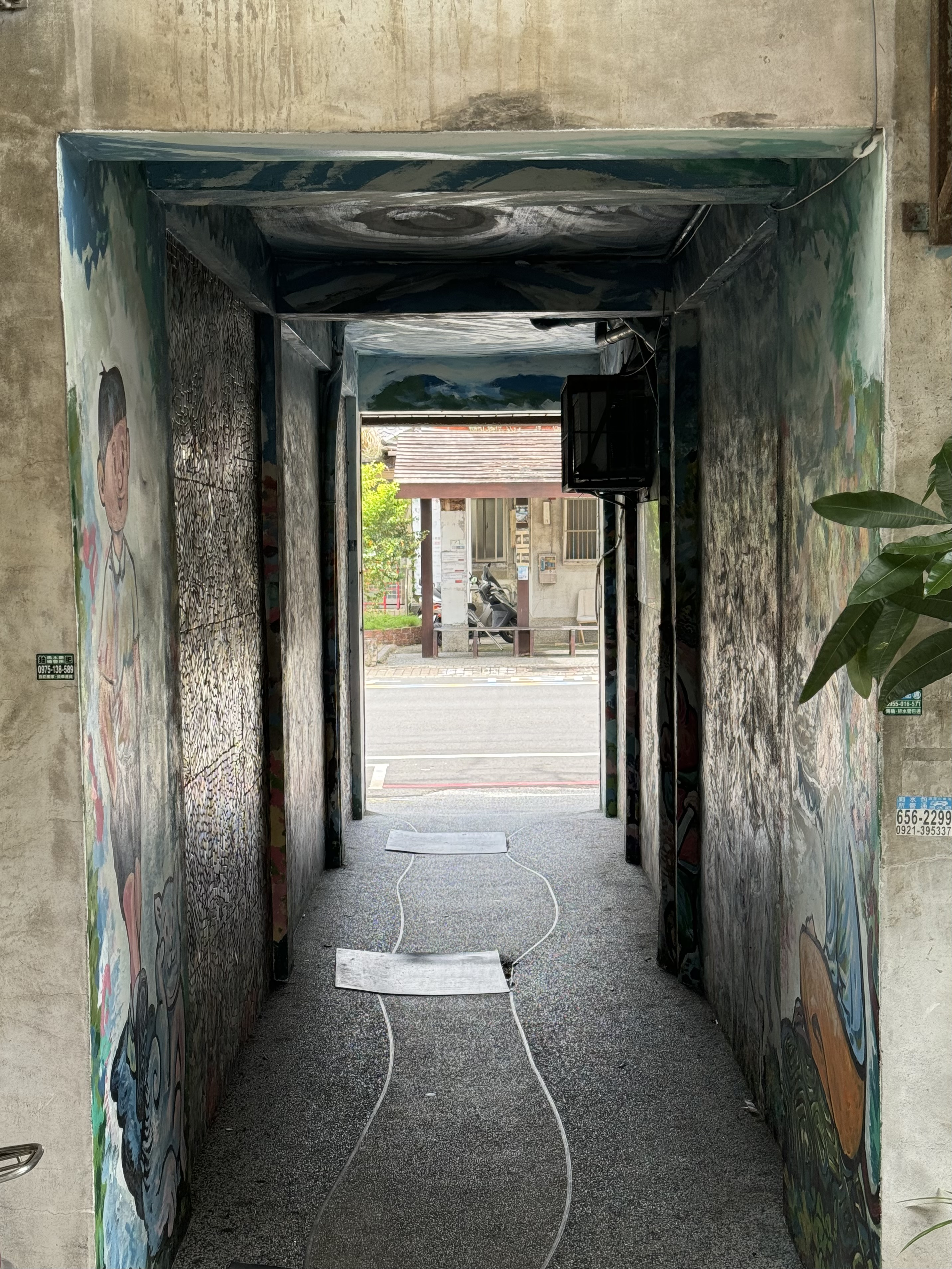
新埔漫畫巷

2000年1月3日，總統李登輝明令褒揚陳定國，推崇他是本土時勢漫畫創作的先驅。
2006年8月2日，陳定國之子陳偉聲向新埔鎮代表會主席王增基建議能將父親漫畫作品成為新埔鎮文化特色。之後，新埔鎮長賴江海任內，曾計畫將新埔國小一間日式老宿舍做為陳定國漫畫展示館。
呂誠敏在2018年9月將新埔鎮一處狹巷將飾以陳定國的漫畫人物以彩繪與馬賽克鑲嵌畫裝飾，於11月25日揭牌。